# Bukeye
Bukeye ist eine Kommune in der Provinz Muramvya in Burundi. Im August 2008 zählte die Volkszählung 66.090 Einwohner.
Sie liegt im mittleren Osten des Landes, etwa 30 km vom Tanganjikasee und der ehemaligen Hauptstadt Burundis Bujumbura entfernt.